# محمد الحرز
محمد الحرز شاعر وناقد سعودي، ولد في البحرين عام 1967م، وقد عرف باشتغالاته النقدية على قراءة المشهد الثقافي المملكة العربية السعودية ورصد التحولات التي يمرّ بها، وصدرت له العديد من الدواوين الشعرية والمؤلفات النقدية من بينها كتاب (الحجر والظلال: الشعر والسرد في مختبر القراءة)، وديوان (رجل يشبهني).

## العمل
- عضو مجلس نادي الأحساء الأدبي.[4]

## الإصدارات
- ديوان (رجل يشبهني) صدر عن دار الكنوز الأدبية عام 1999م.[5]
- ديوان (أخف من الريش أعمق من الألم) صدر عن دار الكنوز الأدبية عام 2003م.[6]
- (شعرية الكتابة والجسد: دراسات حول الوعي الشعري والنقدي) صدر عن مؤسسة الانتشار العربي عام 2005م.[7]
- (يصرون على البحر) [بالاشتراك مع عبد الله السفر]. صدر بإشراف جمعية البيت للثقافة والفنون في إطار تظاهرة الجزائر عاصمة للثقافة العربية عام 2007م. والكتاب عبارة عن أنطولوجيا لشعراء وشاعرات من المملكة العربية السعودية من بينهم: أحمد الملا، أحمد الواصل، أحمد كتوعه، أشجان هندي، ثريا العريض، حسن السبع، حمد الفقيه، خديجة العمري، زياد عبد الكريم السالم، سعد الحميدين، عبد الله الصيخان، عبدالله ثابت، علي الدميني، فوزية أبو خالد، محمد الثبيتي، محمد الحرز، محمد الدميني، محمد العلي، محمد جبر الحربي.[8]
- ديوان (أسمال لا تتذكر دم الفريسة) صدر عن دار النهضة العربية ضمن إصدارات بيروت عاصمة عالمية للكتاب 2009م.[9]
- (القصيدة وتحولات مفهوم الكتابة) صدر عن نادي الجوف الأدبي عام 2011م.[10]
- (سياج أقصر من الرغبات) نصوص. صدر عن دار طوى عام عام 2013م.[11]
- (ضد الطمأنينة محاولة في بناء الذات الناقدة) صدر عن دار مدارك عام 2013م.[12]
- (الحجر والظلال: الشعر والسرد في مختبر القراءة) صدر عن دار طوى عام 2013م.[13]
- ديوان (قصيدة مضيئة بمجاز واحد) صدر عن دار مسعى للنشر والتوزيع عام 2015م.[14]
- (أحمل مسدسي وأتبع الليل) صدر عن دار مسعى للنشر والتوزيع عام 2015م.[15]
- (الهوية والذاكرة: تعدد الأشكال ومسارات النقد) صدر عن دار مدارك عام 2015م.[16]
- ديوان (غيابكِ ترك دراجته الهوائية على الباب) صدر عن منشورات المتوسط عام 2018م.[17]

## أمسيات ومشاركات
- محاضرة حول النقد الثقافي معضلة النسق قبالة التاريخ والوعي نظمتها أسرة اتحاد كتاب وأدباء البحرين عام 2003م.[18]
- محاضرة (الآخر وتمثلاته في الحضارة الغربية والإسلامية) اللجنة المنبرية في نادي حائل الأدبي عام 2009م.[19]
- شارك في أمسية أقامها ضمن مهرجان بيت الشعر الأول في "دورة محمد العلي"، الذي تنظمه جمعية الثقافة والفنون في الدمام عام 2015م.[20]
- محاضرة عن (جماليات الشعر) عام 2018م.[21]

- اختير عضواً في لجنة تحكيم مسابقة  السيناريو غير المنفذ في الدورة الثامنة من مهرجان أفلام السعودية عام 2022م.[22]